# Итомбве
Итомбве (на френски: Itombwe Massif) е планинска верига в провинцията Южно Киву, Демократична република Конго. Простира се по протежение на северозападния бряг на езерото Танганика. Планинските гори в района са богати на биологично разнообразие.

## География
Итомбве е част от веригата Албертин. Най-високата част на планината е връх Мохи – 3475 m, като има още няколко върха над 3000 m. Източният склон е много стръмен и граничи с Танганика, а западният е по-полегат. Планината е с платовидна форма и по-голямата ѝ част е заета от гори. Тук води началото си река Елила.

## Флора
Планински горите покриват около 650 000 хектара на височина над 1500 m. Горите все още не са бил изучавани подробно от ботанисти. Короната на дърветата на места достига до 25 m височина. Често срещани дървесни видове са: Parinari sp., Carapa sp., Homalium sp., Syzygium sp., Fagara aff. inaequalis, Sapium ellipticum, Ocotea michelsonii и Croton megalocarpus. Над 2000 m надморска височина се срещат основно: Hirtella sp., Symphonia sp., Olea hochstetteri, Chrysophyllum sp., и Ficalhoa laurifolia.

## Фауна
Планината е дом на застрашени горили, шимпанзета и слонове. Проучване от 1996 г. посочва, че в планината живеят поне 850 горили, както и ендемични видове птици. Намерени са ендемични 14 вида пеперуди и 37 вида птици.

## Население
Северният регион на Итомбве е населен от различни племена, с гъстота от около 100 д/km². Западният склон и платото имат гъстота от около 10 – 20 д/km². От 1880-те години насам в района мигрират бежанци от съседна Руанда, причинявайки етническо напрежение сред местното население.

## Климат
| Климатични данни за планината Итомбве | Климатични данни за планината Итомбве | Климатични данни за планината Итомбве | Климатични данни за планината Итомбве | Климатични данни за планината Итомбве | Климатични данни за планината Итомбве | Климатични данни за планината Итомбве | Климатични данни за планината Итомбве | Климатични данни за планината Итомбве | Климатични данни за планината Итомбве | Климатични данни за планината Итомбве | Климатични данни за планината Итомбве | Климатични данни за планината Итомбве | Климатични данни за планината Итомбве |
| Месеци                                | яну.                                  | фев.                                  | март                                  | апр.                                  | май                                   | юни                                   | юли                                   | авг.                                  | сеп.                                  | окт.                                  | ное.                                  | дек.                                  | Годишно                               |
| Средни максимални температури (°C)    | 20,6                                  | 20,9                                  | 20,8                                  | 20,4                                  | 20,0                                  | 20,3                                  | 20,6                                  | 21,6                                  | 21,9                                  | 21,3                                  | 20,5                                  | 20,4                                  |                                       |
| Средни температури (°C)               | 15,8                                  | 15,9                                  | 15,9                                  | 16                                    | 15,6                                  | 14,9                                  | 14,7                                  | 15,7                                  | 16,2                                  | 16,1                                  | 15,8                                  | 15,7                                  |                                       |
| Средни минимални температури (°C)     | 11,1                                  | 11,0                                  | 10,9                                  | 11,6                                  | 11,2                                  | 9,6                                   | 8,9                                   | 9,9                                   | 10,5                                  | 10,9                                  | 11,1                                  | 11,1                                  |                                       |
| Средни месечни валежи (mm)            | 193,8                                 | 173,2                                 | 223,5                                 | 209,2                                 | 119,5                                 | 18,1                                  | 8,9                                   | 28,0                                  | 78,9                                  | 149,5                                 | 197,5                                 | 210,9                                 |                                       |
| ------------------------------------- | ------------------------------------- | ------------------------------------- | ------------------------------------- | ------------------------------------- | ------------------------------------- | ------------------------------------- | ------------------------------------- | ------------------------------------- | ------------------------------------- | ------------------------------------- | ------------------------------------- | ------------------------------------- | ------------------------------------- |
| Източник: Global Species              |                                       |                                       |                                       |                                       |                                       |                                       |                                       |                                       |                                       |                                       |                                       |                                       |                                       |